# Biały Dwór (Gdańsk)

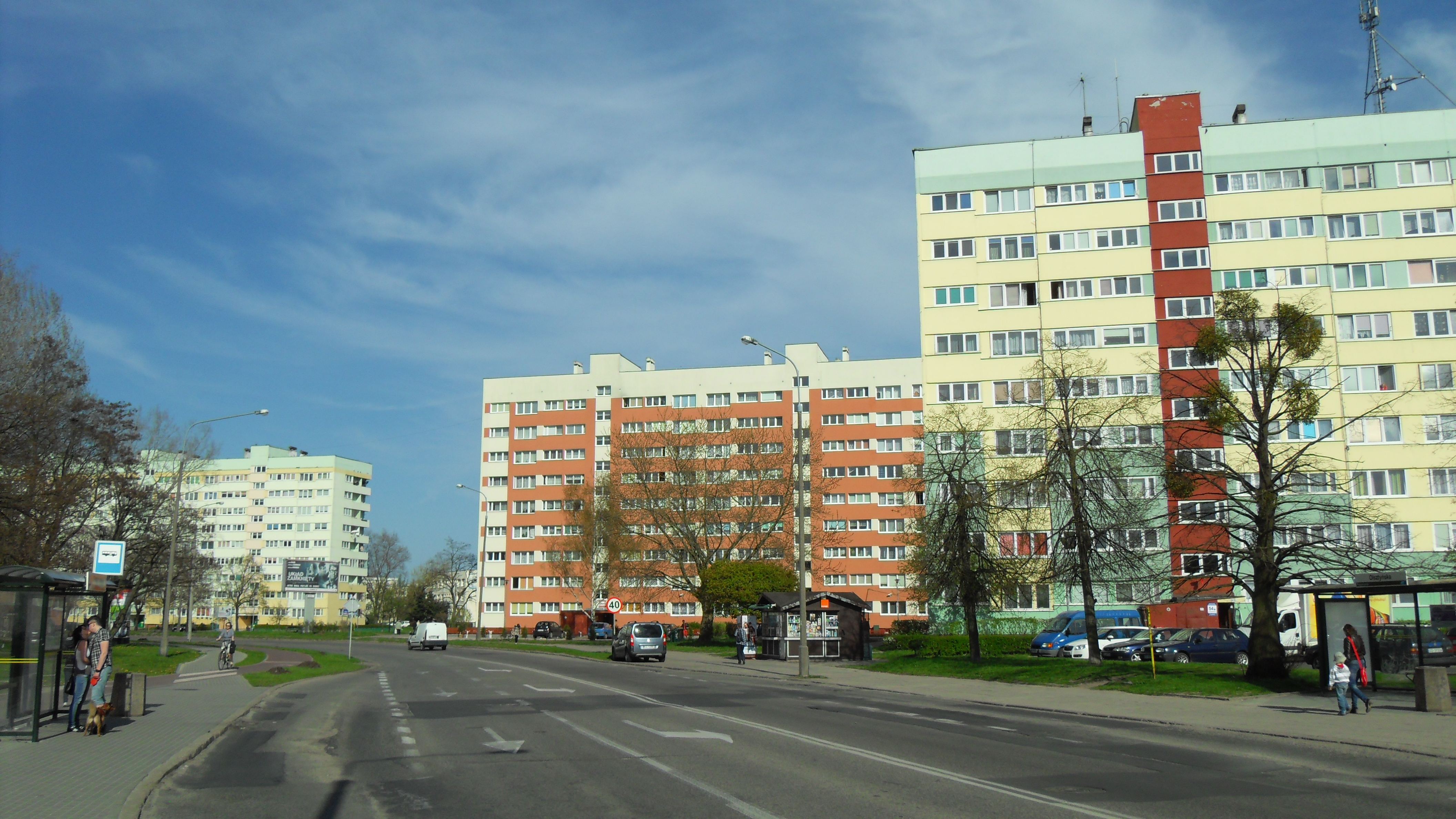
Biały Dwór

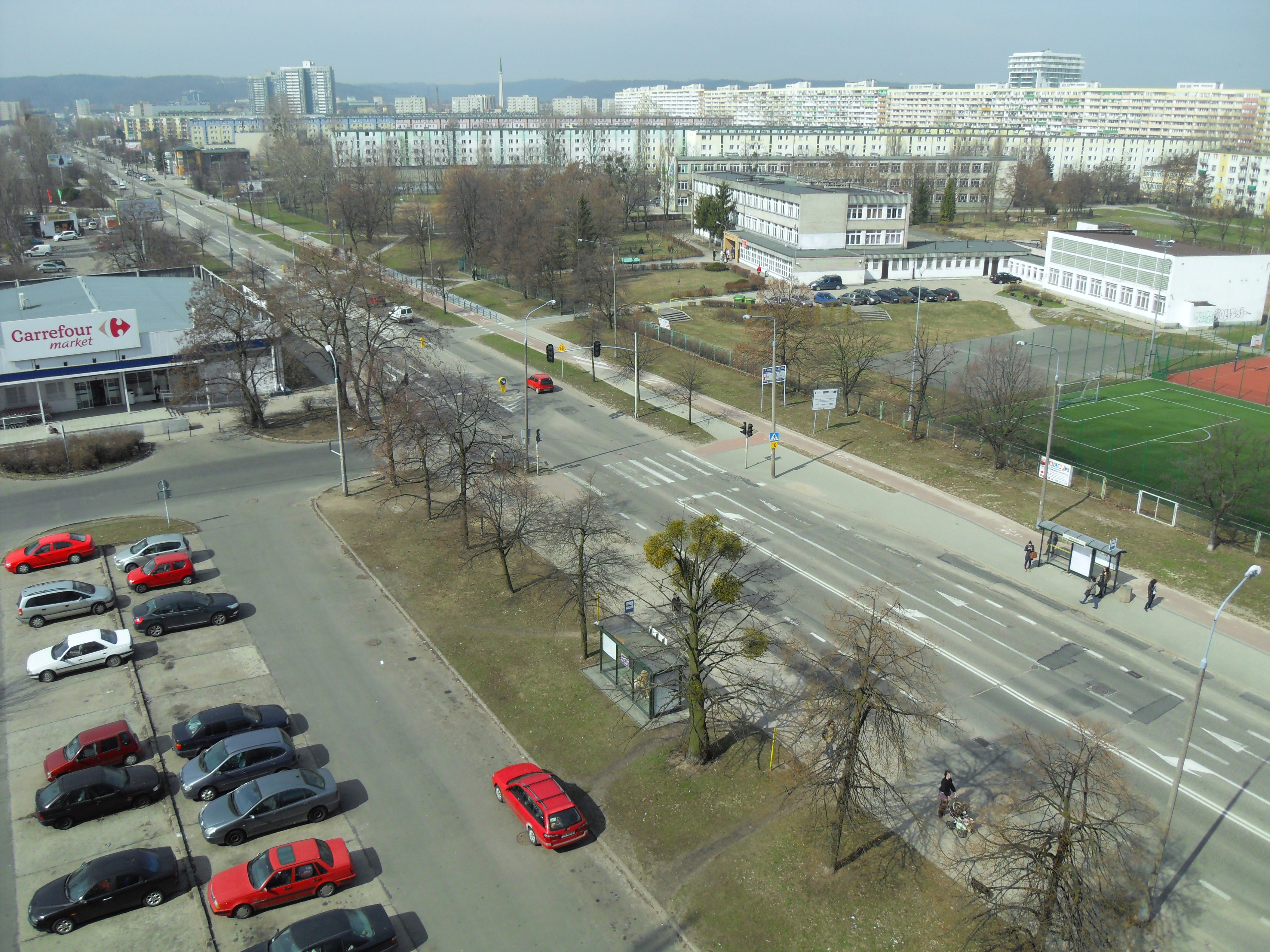
Biały Dwór

Biały Dwór (kaszb. Biôłi Dwór, niem. Weisshof) – część Gdańska, w dzielnicy Przymorze Wielkie.
Biały Dwór jest jednym z czterech dawnych dworów należących do jednostki morfogenetycznej Zaspa, która została przyłączona w granice administracyjne miasta w 1914. Biały Dwór należy do okręgu historycznego Port.

## Położenie
Osiedle położone jest na zachodzie dawnej wsi Zaspa i na południowo-wschodnim krańcu dzielnicy Przymorze Wielkie. Obejmuje rejon skrzyżowania współczesnych ulic Kołobrzeskiej i Lecha Kaczyńskiego. Obecnie, jak całą zamieszkaną część dzielnicy Przymorze Wielkie, obszar Białego Dworu zajmują bloki mieszkalne.